# Трахейнодишащи
Детайлната класификация на подтип Трахейнодишащи (Tracheata) включва:
- надклас Многоножки (Myriapoda) – характерни представители са многоножка юлус, сколопендра, скутигера, обикновена скрипя, стоножка, литобиус и други.
- надклас Насекоми (Hexapoda, Insecta), включващ над 1 млн. видове:
  - клас Скриточелюстни насекоми (Insecta-Entognatha)
  - клас Откриточелюстни (истински) насекоми (Insecta-Ectognatha)

Характерин разреди са:
- Пухояди,
- Първични (Безкрили)
- Кожестокрили
- Въшки
- Бълхи
- Богомолки
- Равнокрили (Еднаквокрили)
- Мрежокрили
- Водни кончета
- Хлебарки
- Правокрили – скакалци, щурци, попово прасе
- Полутвърдокрили – дървеници, божа кравичка
- Твърдокрили (бръмбари)
- Люспестокрили (пеперуди)
- Двукрили – муха, овод, комар, яйцеяди
- Ципокрили – мравка, оса, пчела, ихнеумон, амофила и други разреди.